# Ein-Topf-Reaktion
Unter einer Ein-Topf-Reaktion (auch Ein-Topf-Synthese) versteht man in der präparativen Chemie und Chemietechnik eine chemische Synthese, die dadurch gekennzeichnet ist, dass man möglichst alle benötigten Reagenzien und Lösungsmittel zu Beginn in einem Gefäß (Labor: Rundkolben, Dreihalskolben, Erlenmeyerkolben o. Ä.; Technik: Reaktionskessel, Kesselkaskade, Strömungsrohr) mischt und dann reagieren lässt (meistens unter Umrühren/Mischen und Erwärmen oder Kühlen). Bisweilen werden einzelne Komponenten im Verlauf der Operation erst zugegeben (vorzugsweise über einen Tropftrichter oder eine sonstige Dosiervorrichtung). Sobald die Reaktion zu Ende ist, arbeitet man das Reaktionsgemisch auf und erhält so das Produkt, beispielsweise durch Ausfällung, Kristallisation oder Destillation. 
Ein-Topf-Reaktionen erfordern keine Isolierung von Zwischenprodukten und meist nur wenig apparativen Aufwand. Dadurch spart man Material, Zeit und Energie, weshalb Synthesechemiker und -techniker für viele wichtige Zwischen- und Endprodukte die Reaktionsbedingungen so wählen, dass die Synthese als Ein-Topf-Reaktion durchgeführt werden kann.
Der Begriff wurde als one-pot reaction oder one-pot synthesis wörtlich ins Englische übertragen und wird von der anglophonen Literatur im selben Sinne benutzt.
Bekannte Beispiele für Ein-Topf-Reaktionen sind die Asinger-Reaktion und die Ugi-Reaktion.